# Mravenec množivý
Mravenec množivý (Formica polyctena), nazývaný též mravenec lesní menší či mravenec pospolitý, je druh mravence z rodu Formica, podrodu Formica s.str. Mravenec množivý preferuje suchá stanoviště v jehličnatých  a smíšených lesích. Mraveniště na slunných místech jsou plochá, ve stinných smrkových lesích buduje velká, až dva metry vysoká mraveniště kuželovitého tvaru. Vytváří velké mraveništní komplexy.

## Popis
Dělnice mravence množivého mají čelo, temeno a zadeček tmavohnědé až černé, stopka, hruď a přední část hlavy jsou rezavočervené až rezavohnědé. Na rozdíl od podobně zbarvených dělnic mravence lesního nemají na hlavě, hrudi a šupině chloupky. Délka dělnic je 4 – 8 mm.

Samičky a samci jsou tmavší, mají dva páry kouřově zbarvených křídel a jejich délka je 8 – 10 mm.

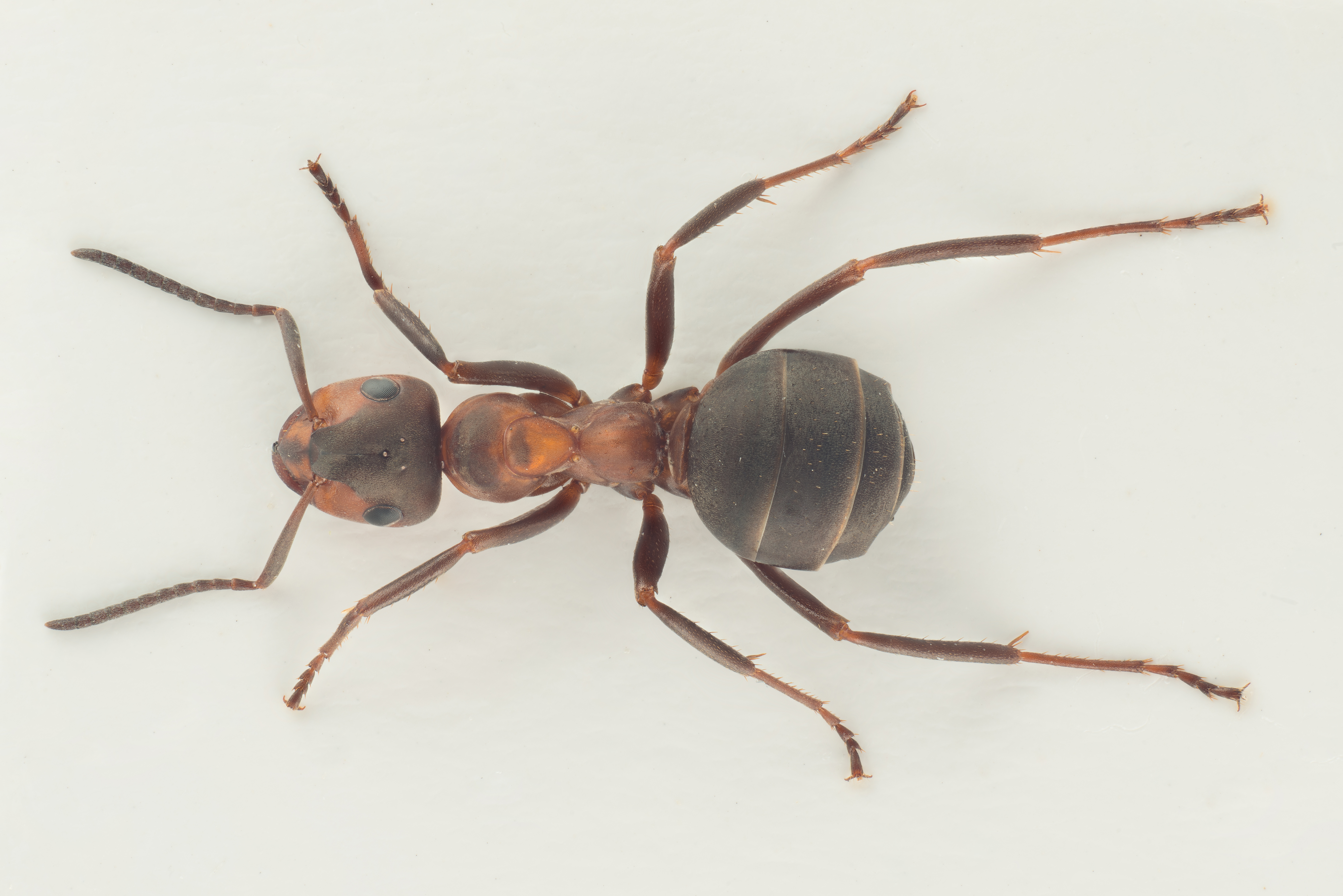
Mravenec množivý - dělnice
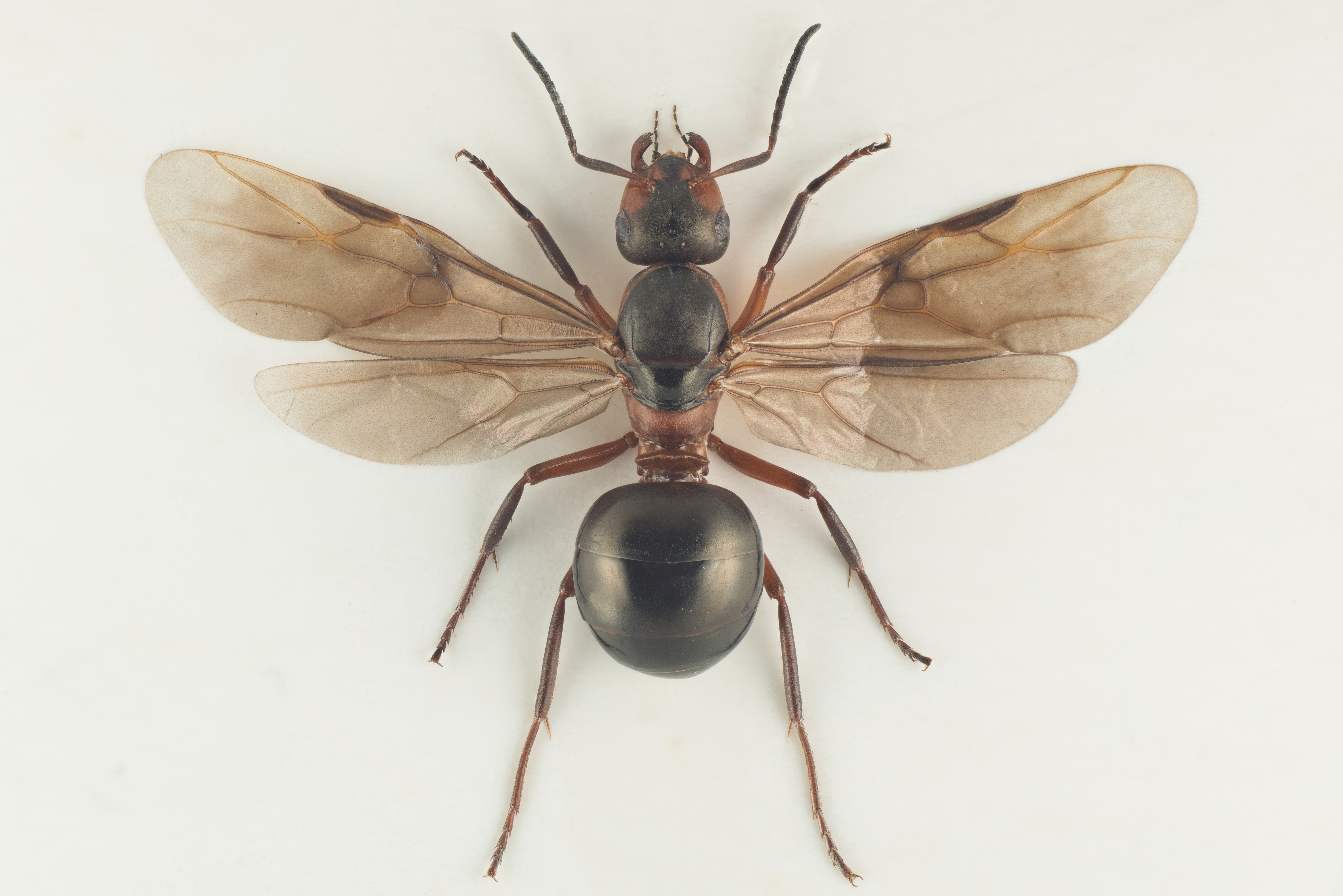
Mravenec množivý - samička
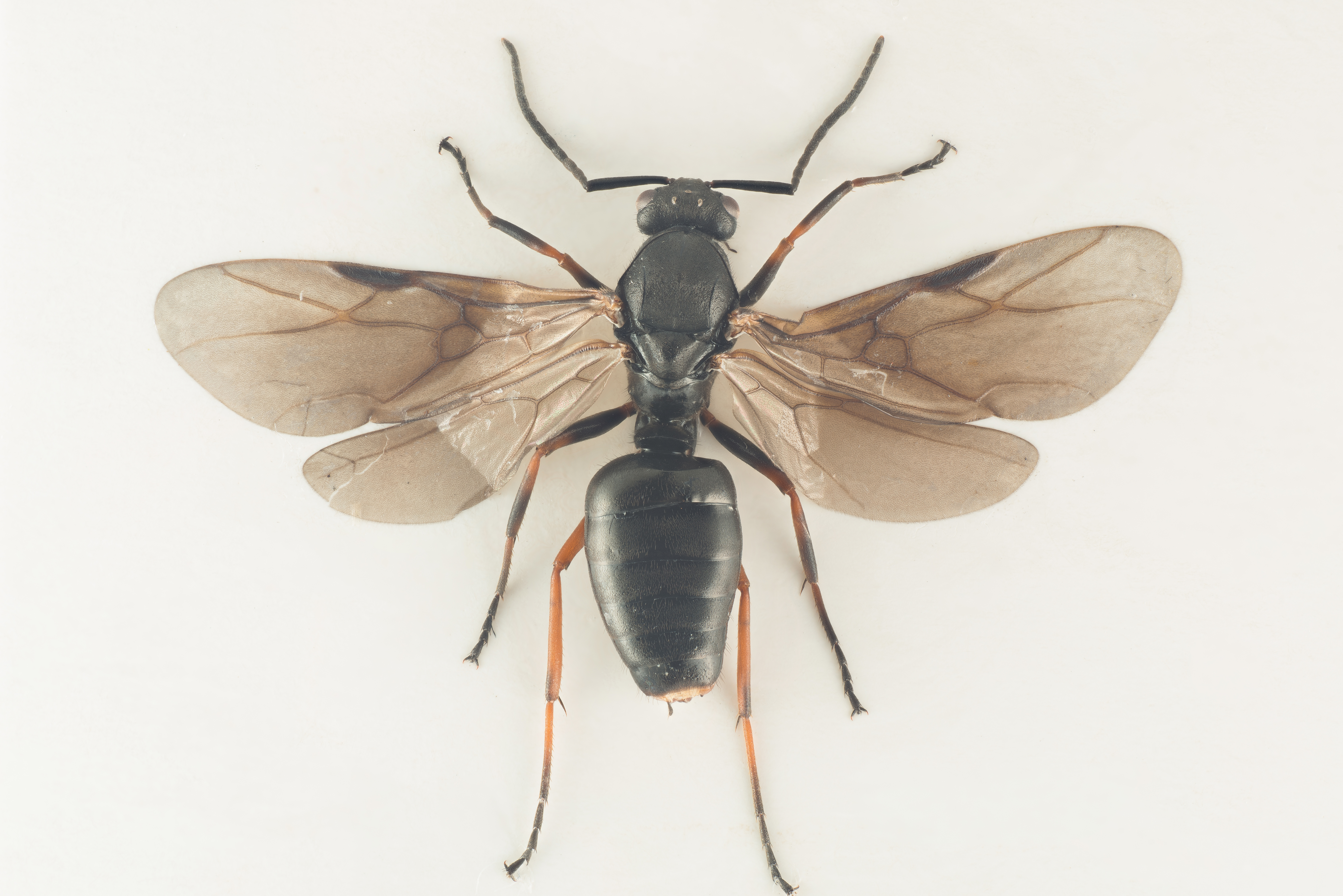
Mravenec množivý - samec

## Výskyt
Mravenec množivý se eurosibiřský druh a vyskytuje se v lesích mírného pásma v Evropě a na Sibiři až po Bajkal.
V České republice se vyskytuje na vhodných stanovištích po celém území od nížinného po horský stupeň. Mravenec množivý je naším nejběžnějším a nejrozšířenějším druhem ze skupiny lesních mravenců.

## Stanoviště
Mravenci množiví žijí v jehličnatých a smíšených lesích. Jsou tolerantní vůči zastínění, a tak se vyskytují nejen na světlých osluněných stanovištích na pasekách, podél lesních okrajů a cest, ale i  hlouběji v hustých lesních porostech. V tom případě se uplatňuje i schopnost výroby vlastního metabolického tepla v početných koloniích.

## Způsob života

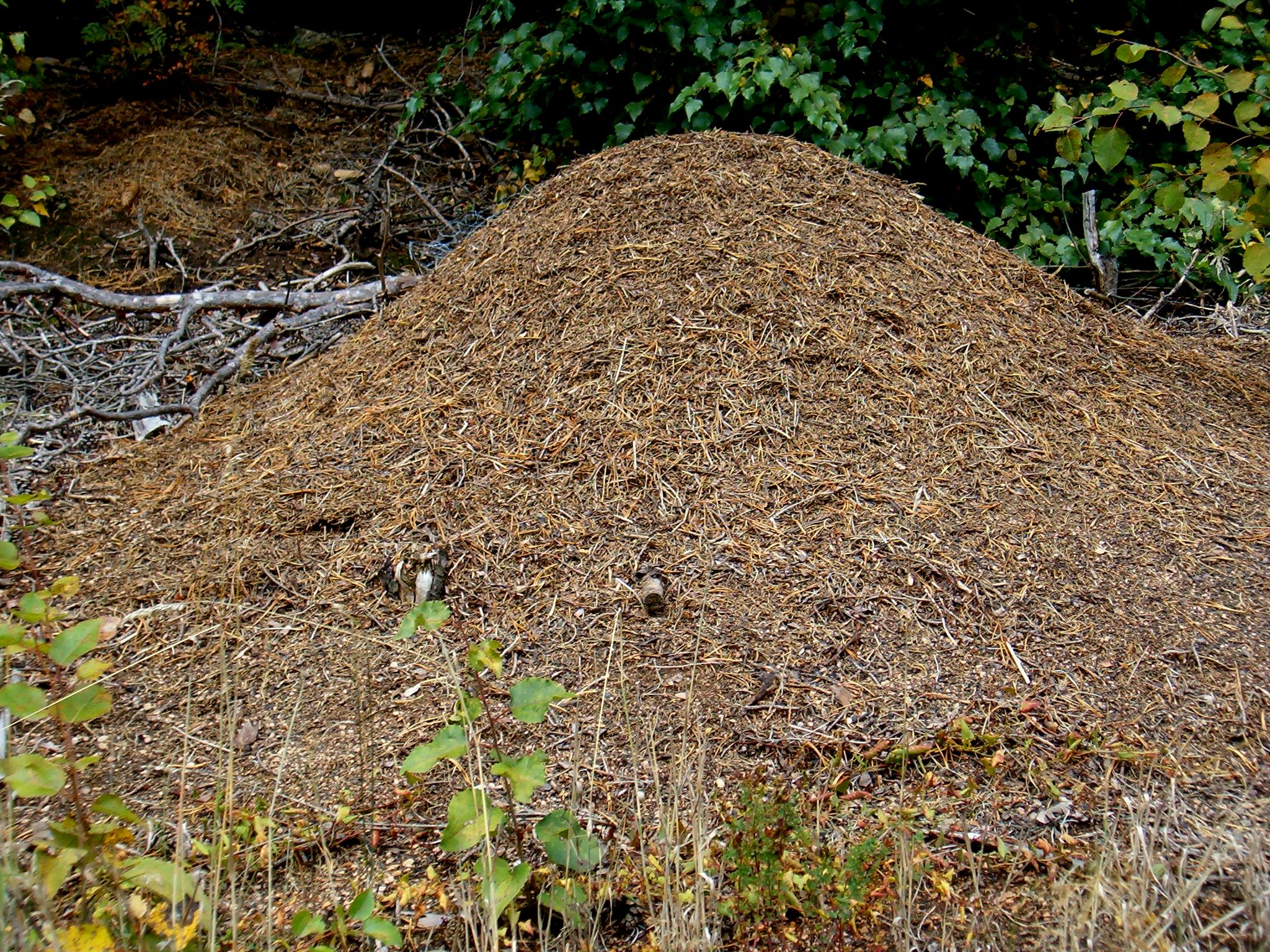
Mraveniště mravence množivého na okraji lesa

Mravenci množiví žijí, obdobně jako jiné druhy mravenců, v koloniích, ve kterých jsou tři kasty mravenců.
Dělnice jsou neplodné samičky a tvoří nejpočetnější skupinu. Jejich úkolem je zajištění chodu kolonie. Pečují o potomstvo, shánějí potravu a chrání mraveniště.
Samičky (královny) jsou po vylíhnutí okřídlené. Po spáření ztrácejí křídla a rozšiřují mateřskou kolonii, příp. zakládají nové kolonie. Jejich jedinou, ale zásadní rolí je kladení vajíček. Samičky jsou dlouhověké a mohou se dožít až 20 let.
Samci jsou rovněž okřídlení, ale žijí jen krátce. Po spáření záhy hynou.
Kolonie jsou v naprosté většině polygynní (s více královnami). Kolonie jsou velmi početné a bývá v nich i několik tisíc královen a několik milionů dělnic.

### Rojení
V průběhu dubna až května se líhnou okřídlení pohlavní jedinci (samičky a samci), kteří se vydávají se na tzv. svatební let, během kterého dojde k páření. Během letu se příliš nevzdalují od mateřského mraveniště  a velká část samiček mravenců množivých bývá  dokonce oplodněna přímo na povrchu mraveniště nebo na okolních rostlinách. Oplodněná samička si odlomí nebo odkousne křídla a začne se pokoušet o založení kolonie.

### Zakládání kolonií
Oplodněná samička se většinou snaží o návrat do mateřského mraveniště nebo o adopci v některém z dceřiných mravenišť. Méně často se pokouší založit vlastní novou kolonii. K tomu ale musí využít hnízd jiných druhů mravenců z podrodu Serviformica, zejména Formica fusca a Formica lemani, jejichž královnu zabije a osiřelé dělnice využije k odchování vlastního potomstva a následnému ovládnutí celého mraveniště. Jedná se o tzv. dočasný sociální parazitizmus.
Z dosavadních poznatků vyplývá, že převažujícím způsobem zakládání nových kolonií je tvorba oddělků, kdy z velkého polygynního mraveniště odejde několik královen s dělnicemi a v blízkosti mateřského mraveniště si založí mraveniště dceřiné. Postupně tak vznikají shluky mravenišť a následně i velké mraveništní komplexy, ve kterých může být i několik set mravenišť.
Pokusy prokázaly, že mravenci odebraní i z velmi vzdálených mravenišť rozsáhlého komplexu jsou příbuzní a nejsou vůči sobě agresivní.

### Mraveniště

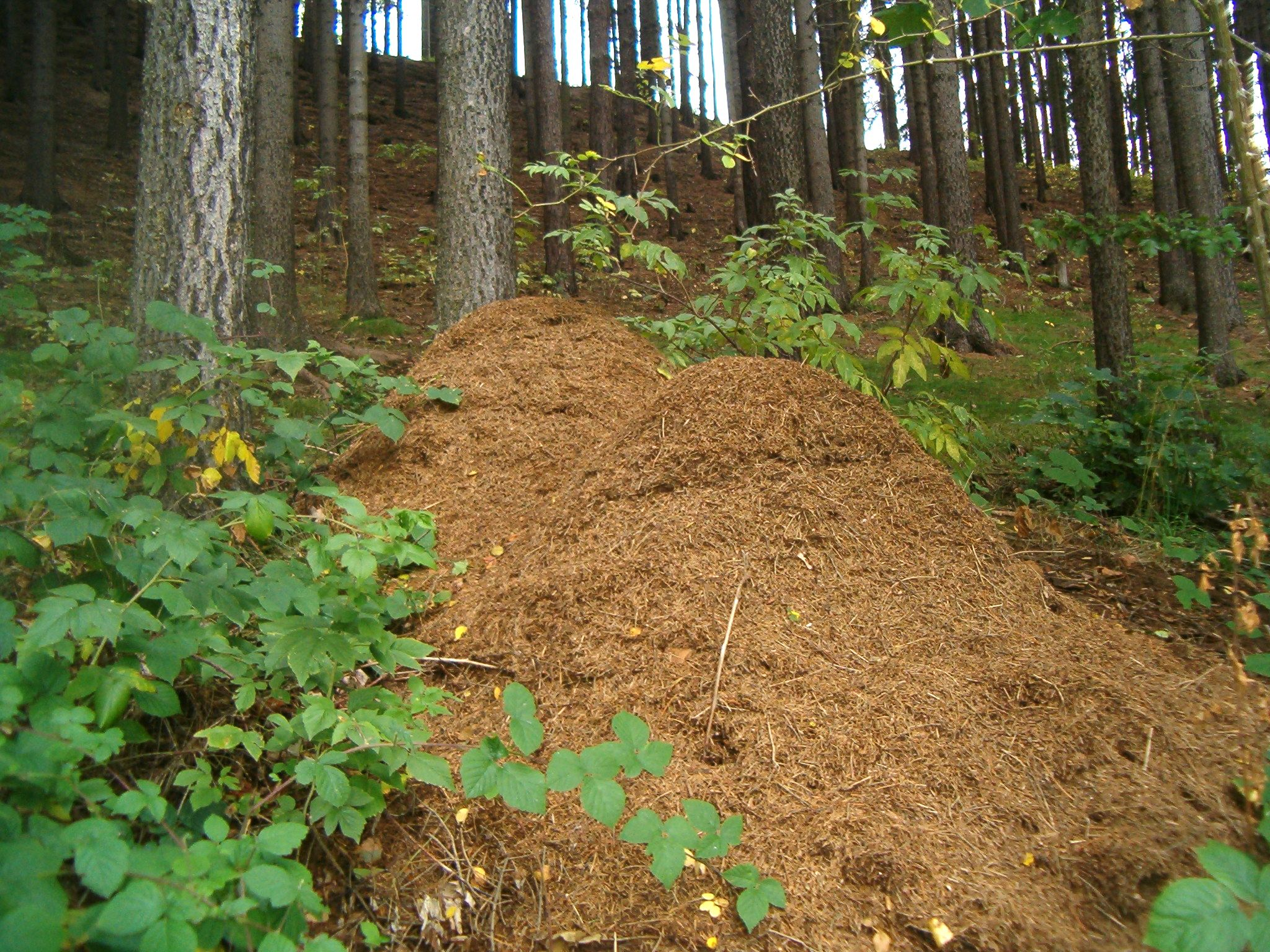
Mraveniště mravence množivého u Unčína, okr. Žďár nad Sáz.

Mravenci množiví žijí v mraveništích, která mají dvě části: podzemní část a nadzemní kupu vybudovanou z větviček a jehličí. V obou částech mraveniště jsou chodbičky a komůrky. V podzemních komůrkách v hloubce 1 až 2 m žijí královny a tato část mraveniště slouží k odchovu potomstva i jako úkryt v zimním období. V teplém období jsou larvy a kukly přemisťovány do komůrek v nadzemní kupě. Zhutnělá povrchová vrstva jehličí zabraňuje zatékání dešťové vody do mraveniště. Nadzemní kupa je též slunečním termokolektorem a slouží jak k akumulaci tepla, tak i k udržování vhodné teploty a vlhkosti v obou částech mraveniště. Vlhkost a teplotu mohou dělnice regulovat rozšiřováním nebo uzavíráním ústí chodbiček v mraveništi.
Intenzita pohlcování tepla závisí na výšce kupy, jejím tvaru a sklonu stěn, a proto je tvar a velikost mraveniště ovlivněn zejména stanovištními podmínkami. Na osluněných místech na okraji lesa, na pasekách, podél lesních cest a průseků apod. jsou mraveniště nízká a plochá, s mírným sklonem kupy na osluněné straně. Naproti tomu na zastíněných stanovištích budují mravenci množiví velká kuželovitá mraveniště se základnou o průměru až 5 m a výškou i přes 2 m. Při nepříznivé změně stanovištních podmínek se celá kolonie přesune na jiné vhodnější stanoviště.

### Potrava

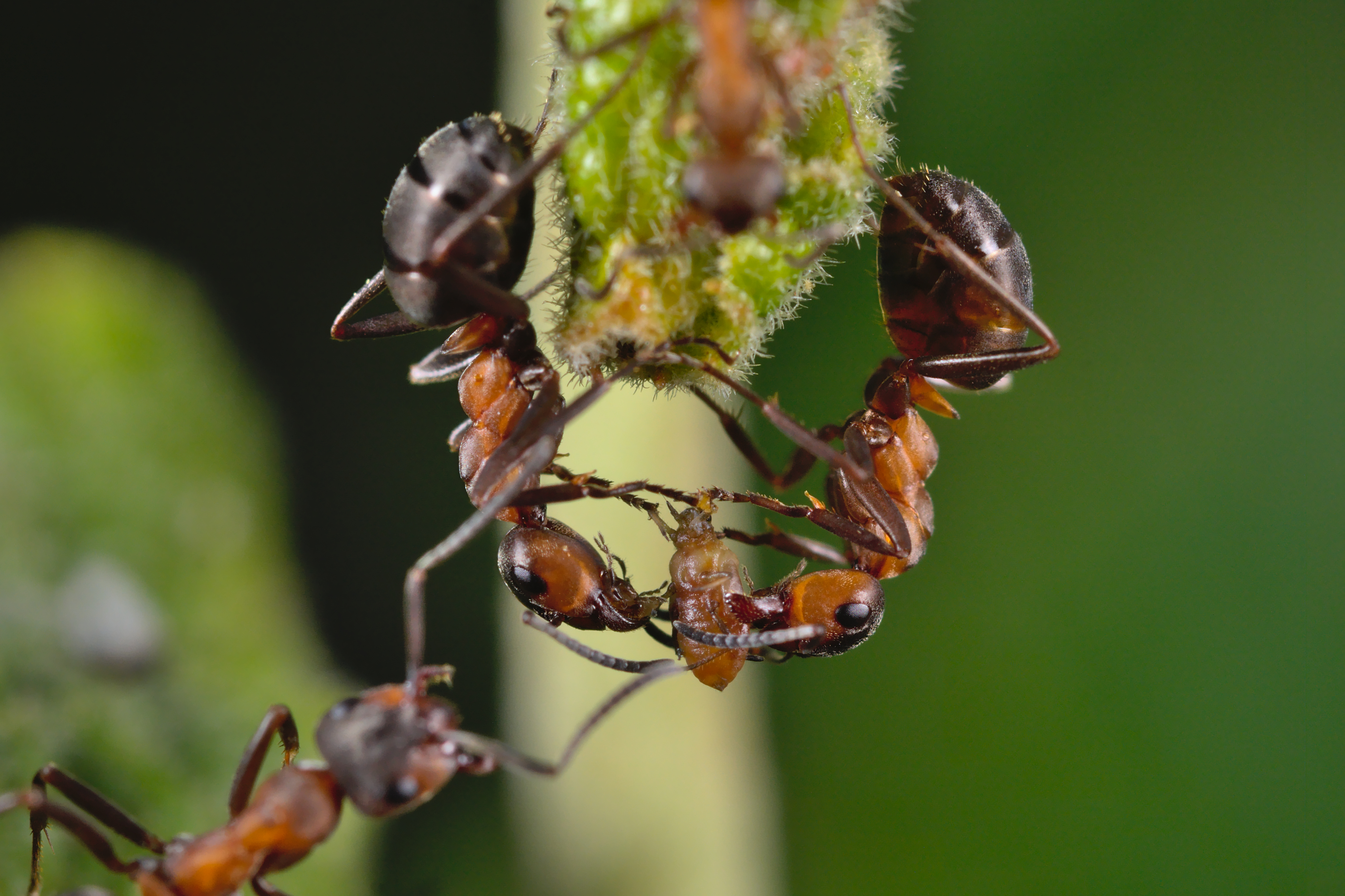
Dělnice mravence množivého s kořistí

Mravenci množiví se živí živým i mrtvým hmyzem a jinými drobnými živočichy. Jsou útočnější a kousavější než příbuzní mravenci lesní a při své početnosti zkonzumují ohromné množství hmyzu. Za potravou se vydávají i do vzdálenosti 100 m od svého mraveniště.  Při lovu živé kořisti využívají k jejímu usmrcení též kyselinu mravenčí, která je  produkována jedovými žlázami a kterou mravenci vystřikují malým otvůrkem  v zadečku.
Významnou součástí potravy mravenců množivých jsou výměšky mšic (tzv. medovice), které mají velkou výživnou hodnotu. Mravenci vyhledávají mšice i v korunách stromů a velká kolonie mravenců množivých nasbírá i několik set kilogramů medovice za rok.

## Ohrožení a ochrana
Mraveniště mravenců množivých bývají poškozována některými živočichy, zejména divokými prasaty, která v mraveništích  hledají larvy a kukly nejen mravenců, ale i jiných hmyzích druhů hostujícího v mraveništi. Z ptáků nejčastěji poškozují mraveniště žluny. Ty při hledání potravy vyhrabávají v mraveništi hluboké tunely, čímž narušují izolační funkci nadzemní kupy. To je zvlášť nebezpečné při mrazech v zimním období nebo i při silnějších deštích.
Největším nebezpečím je ale těžba a stahování dřeva těžkou technikou, a to zejména při odstraňování následků rozsáhlých kalamit způsobených vichřicí nebo kůrovcem. Při této činnosti dochází k drastickému poškození nebi i k úplné likvidaci celých mraveništních komplexů. Navíc dochází k radikální změně prostředí.
Mravenci množiví jsou velmi cenným a efektivním pomocníkem při biologické ochraně lesa a proto se často odborně přenášejí do míst, kde chybí nebo se naopak provádějí záchranné přenosy z míst, kde jim hrozí zkáza (stavební činnost, těžba nerostných surovin apod.). Je třeba, aby alespoň při lokální těžbě dřeva byli lesní dělníci ohleduplní a nedocházelo ke zbytečnému ničení mravenišť.
V České republice patří všichni mravenci rodu Formica podle Zákona 114/1992 Sb. v platném znění ke zvláště chráněným druhům živočichů v kategorii ohrožený druh. Zavedením této zákonné ochrany došlo i k omezení dříve častého sběru mravenčích kukel akvaristy, teraristy a chovateli ptáků.